# محمد عبد الغفار
محمد عبد الغفار (1910 -1966)، المعروف أيضًا باسم عبد الغفار، هو سياسي من أراكان، بورما (ولاية راخين الآن، ميانمار). انتخب عضوًا في المجلس التشريعي لبورما في بورما البريطانية من بوثيدونغ في عام 1947. بعد الاستقلال البورمي في عام 1948، عين رئيس بورما آنَذاك ساو شوي ثيك عبد الغفار كواحد من سبعة أعضاء في لجنة التحقيق في أراكان في عام 1949. انتخب عبد الغفار لغرفة القوميات من الدائرة الغربية أكياب في عام 1952. وانتخب ممثلِ لغرفة القوميات عن منطقة منغدو في عام 1956. كما شغل منصب الأمين البرلماني لوزارة الصحة في حكومة رئيس الوزراء يو نو.
كان عبد الغفار عضوًا فعال في المجتمع الروهنيغي في أراكان، وهي المنطقة التي تضم أكبر نسبة من الروهينغيا في بورما. في عام 1949، قدم عبد الغفار مذكرة إلى لجنة التحقيق الإقليمية المستقلة تصف الروهنغيا الأراكانيين بأنهم «الروهينجا» وليس دخلاء أجانب (من البنغال)،استنادًا إلى المصطلحات العامية روهانغ وروهان، الأسماء المحلية للمنطقة.